# كاترين سكوت
كاترين سكوت (بالإنجليزية: Catherine Scott) هي عداءة سريعة جامايكية، ولدت في 27 أغسطس 1973 في أبرشية كلارندون في جامايكا.

## وصلات خارجية
- كاترين سكوت على موقع الاتحاد الدولي لألعاب القوى (الإنجليزية)
- كاترين سكوت على موقع اللجنة الأولمبية الدولية (الإنجليزية)
- كاترين سكوت على موقع أوليمبيديا (الإنجليزية)